# Nagroda im. Kazimierza Kuratowskiego

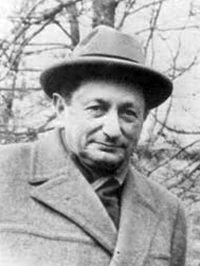
Kazimierz Kuratowski

Nagroda im. Kazimierza Kuratowskiego jest przyznawana za osiągnięcia naukowe z matematyki osobom które nie ukończyły 30 lat. Jest uważana za najbardziej prestiżową z polskich nagród dla młodych matematyków. Nagroda została ustanowiona w 1981 roku przez Zofię Kuratowską (córkę Kazimierza Kuratowskiego), Instytut Matematyczny Polskiej Akademii Nauk i Polskie Towarzystwo Matematyczne.

## Laureaci[2]
- 1981: Feliks Przytycki
- 1982: Ryszard Frankiewicz
- 1983: Józef Przytycki
- 1984: Piotr Pragacz i Jerzy Weyman
- 1985: Marusz Wodzicki
- 1986: Krzysztof Ciesielski
- 1987: Mariusz Lemańczyk
- 1988: Piotr Biler
- 1989: Adam Parusiński
- 1990: Jarosław Wiśniewski
- 1991: Tomasz Łuczak
- 1992: Zbigniew Jelonek
- 1993: Waldemar Hebisch
- 1994: Jacek Graczyk
- 1995: Piotr Hajłasz i Jerzy Marcinkowski
- 1996: Jacek Zienkiewicz
- 1997: Rafał Latała
- 1998: Michał Kwieciński
- 1999: Stanisław Kasjan
- 2000: Krzysztof Oleszkiewicz
- 2001: Grzegorz Zwara
- 2002: Adrian Langer
- 2003: Piotr Śniady
- 2004: Dariusz Buraczewski
- 2005: Grzegorz Bobiński i Tomasz Schreiber
- 2006: Krzysztof Krupiński
- 2007: Mikołaj Bojańczyk
- 2008: Adam Skalski
- 2009: Radosław Adamczak
- 2010: Sławomir Dinew
- 2011: Piotr Przytycki
- 2012: Mateusz Kwaśnicki
- 2013: Wojciech Samotij
- 2014: Kamil Kaleta
- 2015: Joanna Kułaga-Przymus
i Mateusz Michałek
- 2016: Piotr Achinger
- 2017: Adam Kanigowski
- 2018: Piotr Pokora[3]
- 2019: Joachim Jelisiejew[4]
- 2020: Mateusz Wasilewski[5]
- 2021: Wojciech Górny i Marcin Sroka
- 2022: Jakub Skrzeczkowski
- 2023: Agnieszka Hejna
- 2024: Borys Kuca